# Bogdan Filov
Bogdan Dimitrov Filov (in bulgaro Богдан Димитров Филов?; Stara Zagora, 4 ottobre 1883 – Sofia, 1º febbraio 1945) è stato un politico e archeologo bulgaro, primo ministro del Regno di Bulgaria durante la seconda guerra mondiale. Nel periodo del suo governo, la Bulgaria fu il settimo paese a unirsi alle potenze dell'Asse.

## Biografia
Nato a Stara Zagora, Filov venne educato in Germania a Lipsia, Friburgo e Würzburg. La sua tesi di laurea a Friburgo fu pubblicata sotto forma di libro - un supplemento al prestigioso periodico tedesco "Klio" a Lipsia. Dal 1º maggio 1906 cominciò a lavorare al museo archeologico nazionale di Sofia. Filov si specializzò in archeologia e numismatica a Bonn, Parigi e Roma tra il 1907 e il 1909. Fu leader indiscusso dell'archeologia antica in Bulgaria.
Tra il 1910 e il 1920 fu direttore del museo archeologico nazionale. Condusse i primi studi dell'antica città di Kabile, vicino a Jambol, nel 1912. Nel 1920 Filov divenne professore di archeologia e di storia dell'arte all'università di Sofia "Sveti Kliment Ohridski" e fu istituita quindi una cattedra di archeologia. La Società archeologica a Sofia si sviluppò quindi in un Istituto di archeologia con annesso Dipartimento di archeologia antica. Nel 1937 fu eletto presidente dell'Accademia bulgara delle scienze.

## Governo
Il 15 febbraio 1940, in seguito alle dimissioni di Georgi Kjoseivanov, Filov fu nominato primo ministro del Regno di Bulgaria. Filov era un alleato dello zar Boris III. Il 7 settembre in virtù del trattato di Craiova fu consegnata alla Bulgaria la parte meridionale della Dobrugia. Il 14 febbraio la Bulgaria firmò un patto di non-aggressione con le potenze dell'Asse e il 1º marzo si unì al patto tripartito. Il 3 marzo, festa dell'indipendenza bulgara, le truppe tedesche entrarono in Bulgaria al fine di invadere la Jugoslavia e la Grecia. Nonostante fosse un membro titolare dell'Asse, la Bulgaria rimase il più possibile al di fuori della guerra durante il regime dello zar Boris III e del primo ministro Filov. In seguito alla morte di Boris III nel 1943, Filov diventò membro del Consiglio di Reggenza, istituito a causa della giovane età del nuovo zar Simeone II.

### Leggi antisemitiche e politica filonazista
Nel novembre 1940 il governo di Bogdan Filov propose la "legge in difesa della nazione" che fu votata il 24 dicembre 1940 in parlamento. Questa legge era in pratica equivalente alle leggi di Norimberga del Terzo Reich e privarono gli ebrei dei diritti civili. Filov istituì il Commissariato per gli Affari Ebraici come ente esecutivo che si occupasse degli ebrei in Bulgaria. Secondo la decisione del governo nel marzo 1943 gli ebrei dei nuovi territori annessi, che non erano cittadini bulgari, furono deportati dalle autorità bulgare nei campi di concentramento nazisti. In questo modo 11 343 ebrei della Tracia meridionale e della Macedonia allora occupate dalla Bulgaria, furono deportate in Germania. Non ne sopravvisse nessuno. A ogni modo il governo filonazista non permise la deportazione dei 50 000 ebrei cittadini bulgari che abitavano nei territori già bulgari prima della guerra, le vecchie terre, dopo aver ceduto alle pressioni del deputato Dimităr Pešev e della chiesa ortodossa bulgara, salvandoli tutti.

### Morte
In seguito all'armistizio con l'Unione Sovietica, le cui forze erano entrate in Bulgaria nel 1944, fu istituito un nuovo governo dominato dai comunisti e i membri del Consiglio di Reggenza vennero arrestati. Filov e altri novantadue ufficiali pubblici vennero condannati a morte da un "tribunale del popolo" il pomeriggio del 1º febbraio 1945 e fucilati la notte stessa nel cimitero di Sofia. Furono quindi seppelliti in una fossa comune ricavata da un cratere d'esplosione di una bomba. L'ex professore fu descritto in un necrologoio come un uomo che aveva erroneamente "preferito fare storia piuttosto di insegnarla". Le proprietà di Filov furono completamente confiscate. La sentenza fu revocata dalla corte suprema bulgara il 26 giugno 1996.